# Vale do Paraíso (Rondônia)
Vale do Paraíso é um município brasileiro do estado de Rondônia. Localiza-se a uma latitude 10º26'52" sul e a uma longitude 62º08'03" oeste, estando a uma altitude de 204 metros. Sua população estimada em 2010 era de 8.218 habitantes.
Possui uma área de 967,235 km².

## História
Vale do Paraíso, localizado na linha 200, às margens do Rio Paraíso, afluente do Rio Jaru, a 36 km da cidade de Ouro Preto do Oeste e a 360 km da capital do estado, Porto Velho, originou com o projeto POLO NORTE, realizado pelo INCRA. Com a abertura de estradas vicinais e distribuição de propriedades rurais de 100 hectares, as famílias de migrantes de baixa renda vieram de diversas regiões brasileiras, principalmente dos estados do Paraná, Minas Gerais e Espírito Santo, por volta de 1973.
Em 1980, a criação do Núcleo Urbano de Apoio Rural (NUAR), nas terras doadas pelos pioneiros. As terras onde está localizada a área urbana do município foram doadas pelos desbravadores que aqui chegaram, os senhores Pedro Sabino, Antonio da Vitória e Manuel Lyra.
A escolha do nome para o NUAR foi feita por meio de votação com os moradores da época, onde foram sugeridos vários nomes. O nome escolhido pela maioria, foi Vale do Paraíso, e o segundo Tubarão. Ficou decidido que a primeira escola receberia o nome de Tuabarão, nome da Escola Estadual de Ensino Fundamental e Médio Tubarão, do município.
Os primeiros funcionários que vieram para o município eram da rede estadual, e hospedavam em uma residência construída pelo governo estadual. As casas, grande maioria, foram construídas pelo Governo Estadual, que compreendida de um Centro Técnico Administrativo, um posto de apoio e um posto da extinta SUCAM. Nesta época, os agentes da SUCAM faziam visitas de controle de doenças epidemiológicas e tropicais, como malária, febre amarela, esquistossomose, etc. Eles vinham em grupos, dividiam-se pela região e acampavam-se nas matas durante 30 a quarenta dias.
O município está localizado fora do eixo da Rodovia Federal BR-364, principal elo de integração e ligação do estado de Rondônia com os municípios e o restante do país. O município é ligado a Ouro Preto do Oeste pela rodovia estadual RO-470, com extensão de 36 km,asfaltada hoje em dia o município é divido em 5 setores.